# Incidente della MIAT Mongolian Airlines del 1998
L'incidente della MIAT Mongolian Airlines del 1998 è stato un incidente aereo di un volo schiantatosi il 26 maggio 1998, uccidendo tutti a bordo. 
Il volo doveva partire dall'aeroporto di Erdenet verso le 09:17 alla volta di Mörön, con 26 passeggeri e 2 membri dell'equipaggio. 
Circa 13 minuti dopo la partenza, mentre l'aereo stava salendo all'altitudine di crociera, colpì la cima di una montagna di 6.500 piedi, uccidendo tutti i passeggeri e l'equipaggio. 
Dei 26 passeggeri 14 erano adulti, gli altri 12 bambini.

## L'aereo
L'Harbin Y-12, codice di registrazione JU-1017 (cn 0064), aveva volato per la prima volta nel 1992. 
Era stato progettato per ospitare solo 19 passeggeri, ma un rappresentante del governo dichiarò che l'aereo non era sovraccarico.